# サモス (ミュージシャン)
サモス (Samoth、本名：トーマス・トルモッドゥサーテル・ハウゲン (Tomas Thormodsæter Haugen)、1974年6月9日 - )は、ノルウェーのヘヴィメタルミュージシャン。様々な楽器を演奏することのできるマルチプレイヤーである。エンペラー、ザイクロンのギタリストとして著名。エンペラー最初期は、本名のTomasを逆に表記したSamotという名義を使用していた。またザイクロン在籍時は、SをZに書き換えて、ザモス (Zamoth)という名義で活動していた。サモスは、1994年にレコードレーベル、ノクターナル・アート・プロダクション (Nocturnal Art Productions)を立ち上げ、そちらでも活動を行っている。ノクターナル・アート・プロダクションはキャンドルライト・レコードと強い協力関係にある。

## バイオグラフィー

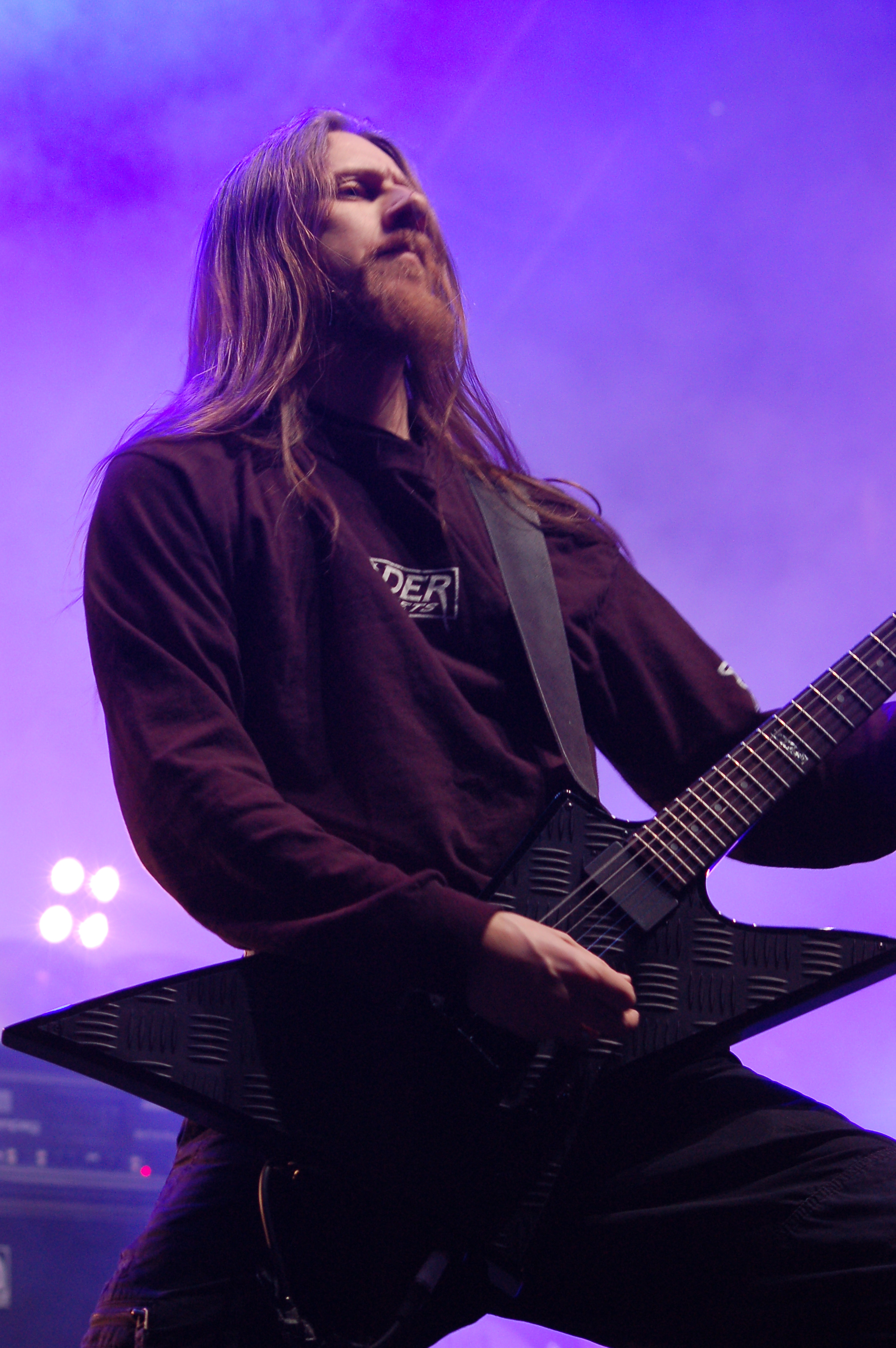
ザイクロンのライヴでのサモス（2007年、メタルマニア）

サモスは、1974年6月9日にノルウェー最北部の町、ハンメルフェストで生まれた。出生名は、トーマス・トルモッドゥサーテル・ハウゲン (Tomas Thormodsæter Haugen)。ハウゲンの父は、ブルースのベーシスト、イェンス・ハウゲン (Jens Haugen)で、息子にもベースを演奏するように勧めていた。ハウゲンは、ハンメルフェストよりも幾分南の街、トロムソで育った。青年期にベルゲンで開かれていたロックレッスンに参加。この場で、彼は後に共に活動することになるヴェガルド・スヴェレ・ツヴェイタン（後にイーサーンと名乗る）と出会っている。ツヴェイタンとハウゲンはすぐに友人となり、二人でギターを弾くようになる。二人はバンドを結成するが、バンド名は安定せず短期間での改名を繰り返した。このバンドは最初に、Dark Deviceと名乗っていたが、すぐにXerasiaに改名し、更にEmbryonicに改名した。最終的に1991年にThou Shalt Sufferの名前に決定し、改名は終結する。このバンドは、キーボードを導入した初期ブラックメタルを演奏していたが、特にボーカルについてはデスメタルの影響を強く受けていた。
サモスとイーサーンの友情は強くなり、二人の音楽的才能も徐々に発揮されるようになった。この頃、メイヘムのギタリスト、ユーロニモスの影響でサモスは、Thou Shalt Sufferを脱退し、イーサーンと共に新しいバンド、エンペラーを結成した。サモスは当初ドラムスを担当していた。Thou Shalt Sufferにはイーサーンのみが残り、彼のプロジェクトとなった。エンペラー結成から少しして、ベーシストのモルティスとドラマーのファウストが加入し、サモスは最も慣れたギタリストに転向した。この時点で、エンペラーは完全なブラックメタルを演奏するようになっていた。エンペラーは1992年から1993年にいくつかのデモテープをリリースし、アンダーグラウンドシーンにおいて認知され、人気を得るようになった。しかし、モルティスがソロ活動に専念するために脱退。ツォートが新たなベーシストとして加入した。
1994年、サモスはバーズムのヴァルグ・ヴィーケネスと共にローガラン県ヴィンダフョルドのSkjold教会に放火したとして、懲役16ヶ月の実刑を受ける。この放火は、サモスがバーズムのEP『Aske』のレコーディングにセッションベーシストとして参加し、そのレコーディングが一時休止している間に実行された。この時、ツォートとファウストも懲役刑を受けて服役したため、エンペラーのメンバーはイーサーン1人を残して、服役することとなった。そのため、エンペラーの活動は停止した。結局、ツォートとファウストはバンドに戻ることはなかった。
エンペラー活動後期になると、エンペラー以外のサイドプロジェクトでの活動も行うようになり、最終的に音楽性の違いからエンペラーを解散するに至った。ブラックメタルはサモスとイーサーンの最も好みで、大きな影響を受けたジャンルであったが、サモスが未来的なデスメタルを志向していたのに対し、イーサーンはゴシックメタルやシンフォニックメタルからより強い影響を受けていた。エンペラーの最終アルバム『Prometheus: The Discipline of Fire & Demise』ではイーサーンが全曲の作曲を行っていた。サモスは、エンペラー解散時のドラマー、タリム・トルソンと共にザイクロンで活動を継続する。
2006年にエンペラーをイーサーン、サモス、タリム・トルソンの3人をメインに再結成。2006年、2007年のいくつかのライヴに出演した。この際、ベーシストとキーボーディストがサポートで付いた。
近年では、スーパーグループであるスカムに参加。スカムには、エンペラーの初期ドラマーのファウストも参加している。
2010年にザイクロンが解散し、2008年に結成したデスラッシュバンド、ザ・レチッド・エンドをメインに活動している。
また、2007年には、カートゥーンのアダルトスイムのアニメ「Metalocalypse」のエピソード『Dethfashion』においてキャラクターに声を吹き込んでいる。
影響を受けたバンドはスレイヤー、ジューダス・プリースト、モービッド・エンジェル、ストラッピング・ヤング・ラッド、テスタメント、ダークスローン、セパルトゥラ、メタリカ、レッド・ハーヴェスト、サフォケイション、デス、ネヴァーモア、フーヴァーフォニック、アストラル・プロジェクション、ポゼスト、セルティック・フロスト、バソリー、W.A.S.P.、アイアン・メイデン、オジー・オズボーン、ブラック・サバス、タンジェリン・ドリーム、エントゥームド、THORNS、メシュガー、キング・ダイアモンド、マーシフル・フェイト、TORMENTOR、ヴォイヴォドなど。

## ディスコグラフィー
- Xerasia - Rehearsals '90 [Demo] - (1990) (guitar)
- Embryonic - The Land of the Lost Souls [Demo] - (1990) (guitar, bass)
- Thou Shalt Suffer - Into the Woods of Belial [Demo] - (1991) (guitar)
- Thou Shalt Suffer - Open the Mysteries of Your Creations [EP] - (1991) (guitar)
- Emperor - Wrath of the Tyrant [Demo] - (1992) (drums)
- Ildjarn - Seven Harmonies of Unknown Truths [Demo] - (1992) (session vocals)
- Emperor - Emperor / Hordanes Land [Split w Enslaved] - (1993) (guitar)
- Burzum - Aske [EP] - (1993) (session bass)
- Emperor - As the Shadows Rise [EP] - (1994) (guitar)
- Emperor - In The Nightside Eclipse - (1994) (guitar)
- Gorgoroth - Pentagram - (1994) (bass)
- Satyricon - The Shadowthrone - (1994) (bass, guitar)
- Arcturus - Constellation [EP] - (1994) (guitar)
- Zyklon-B - Blood Must be Shed [EP] - (1994) (guitar)
- Emperor - Reverence [EP] - (1997) (guitar)
- Emperor - Anthems to the Welkin at Dusk - (1997) (guitar)
- Hagalaz' Runedance - The Winds That Spoke of Midgard's Fate - (1998) (war drums, violas and contrabass)
- Emperor - Thorns Vs. Emperor [Split] - (1999) (guitar, bass)
- Emperor - en:IX Equilibrium - (1999) (guitar)
- Zyklon - World ov Worms - (2001) (guitar, bass)
- Emperor - Prometheus: The Discipline of Fire & Demise - (2001) (guitar)
- Zyklon - Aeon - (2003) (guitar)
- Notodden All Stars - Valfar, ein Windir - (2004) (guitar on cover of "Destroy")
- Scum - Gospels for the Sick- (2005) (guitar)
- Zyklon - Disintegrate - (2006) (guitar)
- The Wretched End - Ominous - (2010) (guitar)
- The Wretched End - Inroads - (2012) (guitar)

## 機材
エンドーズ
- ESP Guitars & Basses
- Marshall Amplifiers
- Vader Cabinets
- Dunlop Picks
- Ernie Ball Strings

その他
- Gibson Guitars
- Jackson Guitars
- B.C. Rich Guitars
- Fender Basses
- ENGL Amplifiers
- Peavey Amplifiers
- Pearl Drums & Hardware
- Sabian Cymbals
- Ahead drumsticks